# Madame Pinkette & Co
Madame Pinkette & Co is een Nederlandse stomme film uit 1917 onder regie van Maurits Binger. De film is gebaseerd op de roman The Girl Who Saved His Honour van Arthur Applin.

## Verhaal
Liane is een ambitieuze telefoniste die opklimt tot manager van de modesalon 'Madame Pinkette'. Joseph is de eigenaar die als een blok voor haar valt. Haar leven loopt op rolletjes, totdat een boekhouder die eerder een cheque van haar probeerde te stelen, dood wordt aangetroffen in haar appartement. Liane vreest beschuldigd te worden van moord en probeert de moord geheim te houden, maar wordt gechanteerd door ooggetuige Peggy. Peggy trouwt met de moordenaar, die de broer van de boekhouder blijkt te zijn. Aan het einde wordt haar naam gezuiverd en trouwt ze met Joseph.

## Rolbezetting
| Acteur             | Personage                 |
| ------------------ | ------------------------- |
| Annie Bos          | Liane Fraser              |
| Cecil Ryan         | Joseph Limsdock           |
| Jan van Dommelen   | Boekhouder                |
| Paula de Waart     | Mevrouw Van Ingen (Peggy) |
| Adelqui Migliar    | Peggy's verloofde         |
| Fred Penley        | Een Engelsman             |
| Lola Cornero       |                           |
| Louis van Dommelen |                           |
| Alex Benno         |                           |
| Jules de Koning    |                           |
| Walter Jochems     |                           |

## Productie
Het Hirsch-gebouw op het Leidseplein te Amsterdam en de renbaan op Duindigt dienden als filmlocaties.

## Ontvangst
De pers bekritiseerde unaniem het "gecompliceerde verhaal". Recensent van De Telegraaf noemde Madame Pinkette & Co als een "rommelige" filmbewerking, maar had bewondering voor acteur Cecil Ryan voor zijn "zéér natuurgetrouwe" spel. Over zijn overige collega's schreef de criticus: "Voor de acteurs niets dan lof, al werd de zoetheid van den émule van Wirth en Pacquin soms wel een weinig overdreven. Annie Bos [..] vervult op de haar eigen, petillante wijze de hoofdrol. Paula de Waard, eveneens keurig in het habijt, is uitstekend als de verraderlijke Peggy. Wat Adelqui Migliar, de moordenaar, betreft [..]: hij behoort tot de drie of vier acteurs in ons land, die ook filmacteur zijn. Het was zeer goed. Jan van Dommelen ten slotte vervulde goed zijn kleine rol."
Recensent van het Algemeen Handelsblad schreef: "Annie Bos speelt de hoofdrol; zij is in alle taferelen en draagt alle denkbare kostuums. Men ziet Annie Bos als acrobate, Annie Bos in vertwijfeling, Annie Bos als minnares, Annie Bos in decolleté, Annie Bos als Ninon, Annie Bos als jockey en bij al die verscheidenheid toch ook steeds Annie Bos als Annie Bos. Deze actrice heeft Kinokoningin-allures en wil graag fascineren; ze draagt de mooie toiletten met zwier en heeft een drukke mimiek, maar bij alles wat ze doet, vergeet ze zichzelf te zelden."
Positiever gestemd was de recensent van De Tijd: "Madame Pinkette is een ware attractiefilm, de mooiste welke tot dusver door de Hollandia is vervaardigd, munt uit door spannende handeling, grootse opzet en prachtige foto's, trekt overal stampvolle zalen."